# Pterostylis fischii
Pterostylis fischii är en orkidéart som beskrevs av William Henry Nicholls. Pterostylis fischii ingår i släktet Pterostylis och familjen orkidéer. Inga underarter finns listade i Catalogue of Life.